# Damnation du docteur Faust
Damnation du docteur Faust je francouzský němý film z roku 1904. Režisérem je Georges Méliès (1861–1938), který se inspiroval operou Faust (1859) od Charlese Gounoda (1818–1893). Film trval asi 15 minut, ale v současnosti se z něj dochoval jen čtyřapůlminutový fragment. Mezi další Mélièsova filmová zpracování Fausta patří Faust et Marguerite (1897), La Damnation de Faust (1898) a Faust aux enfers (1903).

## Obsazení
| Georges Méliès  | Mefistofeles |
| Jeanne Calvière | Siebel       |